# I-8 (sous-marin)
Le sous-marin japonais I-8  est un sous-marin de la marine impériale japonaise de classe Junsen III (巡潜三型（伊七型）construit par Kawasaki Shipbuilding Corporation à Kobe.
C'était un grand croiseur sous-marin qui est entré en service en 1936 et a servi pendant la Seconde Guerre mondiale. Il a soutenu l'attaque de Pearl Harbor et a effectué des patrouilles de lutte contre la navigation dans l'océan Indien.
En 1943, le I-8 a effectué une mission d'échange de technologie en naviguant vers la France occupée par l'Allemagne et en revenant au Japon. Plus tard dans sa carrière, l'équipage du sous-marin a commis plusieurs crimes de guerre dans la dernière période de la Seconde Guerre mondiale.

## Conception, construction et mise en service
Le I-8 était le premier de deux sous-marins de type Junsen III (ou "J3"). Après les quatre sous-marins de type Junsen I (I-1, I-2, I-3 et I-4), les Japonais avaient construit le I-5 comme un Junsen I modifié, introduisant une capacité d'aviation au type Junsen avec l'inclusion d'un hangar qui permettait au I-5 de transporter et d'utiliser un hydravion à flotteurs. Le I-6, seul sous-marin de type Junsen II, représentait l'étape suivante dans l'évolution de cette capacité d'aviation, car il disposait à la fois d'un hangar et d'une catapulte pour hydravion à flotteurs. Les Japonais ont conçu et équipé les prochains et derniers sous-marins de type Junsen, les I-7 et I-8 - les deux seuls sous-marins de type Junsen III - pour en faire des vaisseaux amiral d'escadron, dans lesquels ils ont cherché à combiner ce qu'ils considéraient comme les meilleures caractéristiques des premiers sous-marins de type Junsen avec celles des sous-marins de Classe Kaidai V. Comme le I-6 avant lui, les I-7 et I-8 disposaient d'un hangar et d'une catapulte pour hydravion à flotteurs. Ils étaient les derniers sous-marins japonais à disposer d'installations pour les avions derrière la tour de contrôle; tous les sous-marins japonais ultérieurs dotés de capacités aéronautiques avaient leurs hangars et leurs catapultes sur leurs ponts avant.
Construit par Kawasaki Shipbuilding Corporation à Kobe, au Japon, le I-8 a été mis sur cale 11 octobre 1934. Il a été lancé le 20 juillet 1936 et a été achevé et mis en service le 5 décembre 1938.

## Carrière
Le I-8 est entré en service et a été rattaché au district naval de Yokosuka le 5 décembre 1938.

### Seconde guerre mondiale
Le 15 novembre 1940, le I-8 est assigné au 3e escadron de sous-marins de la 6e Flotte.
Le 10 novembre 1941, le commandant de la 6e flotte, le vice-amiral Mitsumi Shimizu, a réuni les commandants des flottes de sous-marins pour une réunion à bord de son navire amiral, le croiseur léger Katori, qui était ancré dans la baie de Saeki. Shimizu les a informés de l'attaque prochaine de Pearl Harbor, qui entraînera le Japon et les États-Unis dans la Seconde Guerre mondiale. Alors que la marine impériale japonaise commençait à se déployer pour le conflit à venir dans le Pacifique, le I-8 appareille le 11 novembre 1941 de la baie de  Saeki Bay pour Kwajalein, emportant un hydravion Watanabe E9W1 dans son hangar. Il arrive à Kwajalein le 20 novembre et repart ' jours plus tard à destination des îles Hawaï. Les sous-marins reçurent le message "Montez le Mont Niitaka 1208" (en japonais : Niitakayama nobore 1208) de la Flotte Combinée le 2 décembre 1941, indiquant que la guerre avec les Alliés commencerait le 8 décembre 1941, heure du Japon, c'est-à-dire le 7 décembre 1941 de l'autre côté de la Ligne de changement de date à Hawaï.
Le 7 décembre 1941, le I-8 est positionné au nord-ouest d'Oahu. Les sous-marins avaient ordre d'effectuer une reconnaissance dans la zone et d'attaquer tout navire qui se serait éloigné de Pearl Harbor pendant ou après l'attaque, qui s'est produite ce matin-là.

#### Les missions Yanagi

##### Mission en Allemagne
Les missions Yanagi se sont déroulées dans le cadre du Pacte tripartite des puissances de l'Axe, qui prévoit un échange de matériaux stratégiques et de produits manufacturés entre l'Allemagne, l'Italie et le Japon. Au départ, les échanges se faisaient par cargos, mais lorsque cela n'était plus possible, on utilisait des sous-marins. Seuls sept sous-marins ont tenté le voyage transocéanique : le I-30 (avril 1942), le I-8 (juin 1943), le I-34 (octobre 1943), I-29 (novembre 1943), I-52 (mars 1944) et les sous-marins allemands U-Boote U-180 et U-511 (août 1943).
Parmi ceux-ci, le I-30 a été coulé par une mine, le I-34 par le sous-marin britannique Taurus, le I-29 par le sous-marin américain Sawfish, et le I-52 par des avions de la marine américaine.
Commandée par Shinji Uchino, le I-8 quitta le port de Kure le 1er juin 1943, accompagnée du I-10 et du ravitailleur de sous-marins Hie Maru. Leur cargaison comprenait deux des célèbres torpilles à oxygène Type 95, des tubes lance-torpilles, des plans d'un système de tir automatique et un nouvel avion de reconnaissance navale, le Yokosuka E14Y. Un équipage supplémentaire de 48 hommes, commandé par Sadatoshi Norita, a également été embarqué dans le sous-marin, destiné à équiper le sous-marin allemand (le U-1224, un U-boot de type IX C/40) et à le ramener au Japon pour la rétro-ingénierie.
Arrivé à Singapour neuf jours plus tard, le I-8 a également embarqué de la quinine, de l'étain et du caoutchouc brut avant de se diriger vers la base japonaise de Penang.
Le 21 juillet, le I-8 entre dans l'Atlantique, où il rencontre de violentes tempêtes, mais peut continuer vers la France occupée par les Allemands.

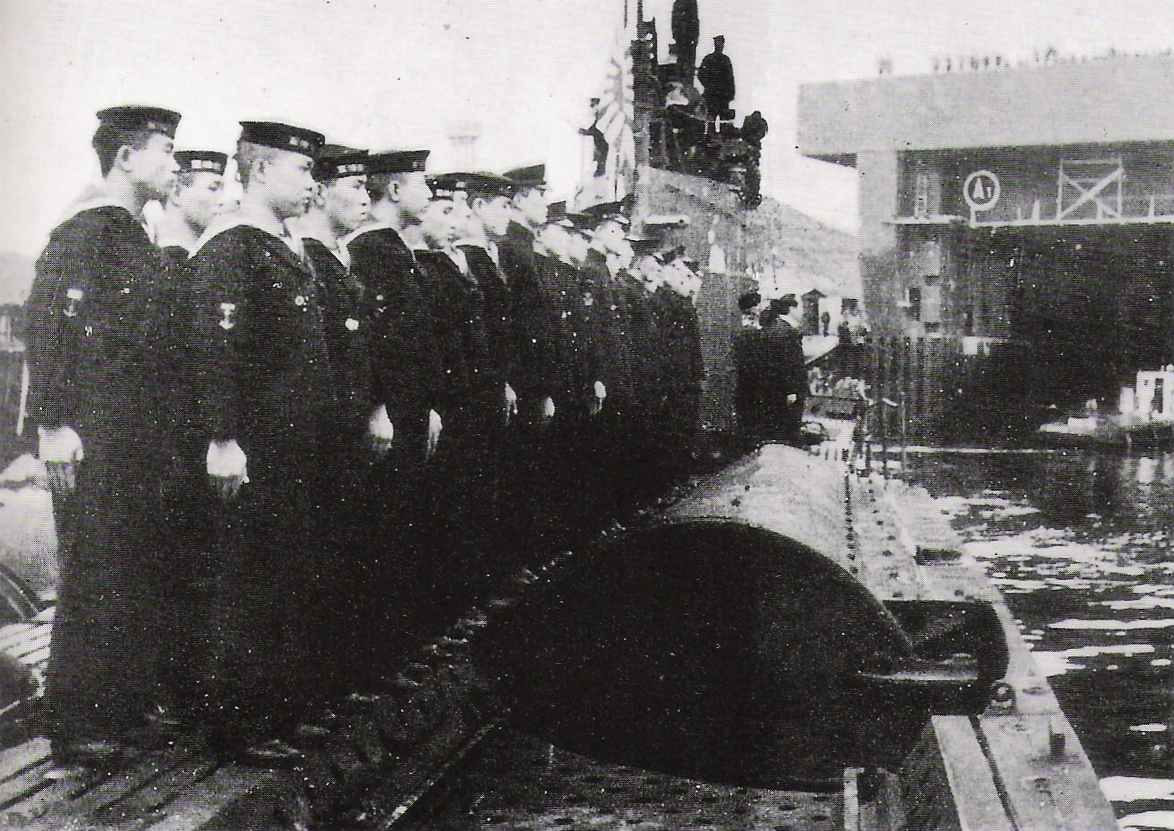
Arrivée du I-8 à Brest, France

Le 20 août, le I-8 a rendez-vous avec le sous-marin allemand U-161, commandé par le Kapitänleutnant Albrecht Achilles. Deux techniciens radio allemands ont été transférés sur le I-8, ainsi qu'un détecteur de radar FuMB 1 "Metox" 600A, qui a été installé sur le pont du I-8. Alors que le I-8 entrait dans le golfe de Gascogne le 29 août, la Luftwaffe envoya un avion Junkers Ju 88 de l'escadron de bombardiers Kampfgeschwader 40 (KG 40) pour assurer la couverture aérienne, il arriva à la base sous-marine de Brest sain et sauf le 31 août.
Le sous-marin japonais a été chaleureusement accueilli. Des fêtes et des visites à Paris et Berlin ont été organisées pour l'équipage pendant plus d'un mois, et les agences de presse allemandes ont annoncé que "maintenant, même les sous-marins japonais opèrent dans l'Atlantique".

##### Retour au Japon
Le I-8 quitte Brest le 5 octobre, avec une cargaison de matériel allemand, tel que: mitrailleuses, viseurs de bombes, moteur de torpille Daimler-Benz, chronomètres de marine, radars, sonars, viseurs de canons anti-aériens, torpilles électriques, pénicilline. Le sous-marin transporte également le contre-amiral Yokoi, attaché naval à Berlin depuis 1940, le capitaine Hosoya, attaché naval en France depuis décembre 1939, trois officiers allemands et quatre techniciens radar et hydrophone.
Le I-8 a rencontré une mer agitée dans l'Atlantique Sud au large du cap de Bonne-Espérance, ce qui a retardé son arrivée à Singapour. Il communique par radio sa position à l'Allemagne, mais le message est intercepté par les Alliés, ce qui provoque une attaque des avions anti-sous-marins, qui échoue. Le I-8 est arrivé à Singapour le 5 décembre, et est finalement rentré à Kure, au Japon, le 21 décembre, après un voyage de 30 000 milles nautiques (56 000 km).

#### Crimes de guerre
Malgré sa distinction en tant que seul sous-marin de guerre à avoir effectué avec succès un voyage aller-retour entre le Japon et l'Allemagne, le I-8 a par la suite été victime de l'infamie d'un nouvel équipage et d'un nouveau commandant, Tatsunosuke Ariizumi, en raison du traitement réservé par l'équipage aux prisonniers de guerre alliés.

##### SS Tjisalak
Le 26 mars 1944, au cours d'une croisière dans l'océan Indien, le I-8 torpille le cargo néerlandais SS Tjisalak de 5 787 tonneaux. Le sous-marin a fait surface au milieu du champ de débris et, après un bref échange de tirs avec l'armement défensif du navire, il a recueilli les survivants sur le pont du sous-marin. Peu après le naufrage du cargo, l'équipage et les passagers du marchand, au nombre de 97, ont été attachés par deux puis attaqués par des marins japonais, au cours desquels ils ont été tailladés à l'épée et battus avec des clés à molette et des marteaux de forgeron avant d'être abattus, puis jetés à l'eau. Six hommes ont réussi à survivre et ont trouvé un radeau de sauvetage. Ils ont ensuite été secourus par le Liberty ship SS James O. Wilder.

##### SS Jean Nicolet
Deux mois plus tard, le I-8 a été impliqué dans une autre atrocité lorsqu'il a frappé le Liberty ship américain de 7 176 tonneaux SS Jean Nicolet avec deux torpilles. Les 100 membres de l'équipage ont abandonné leur navire en feu et se sont installés dans les radeaux de sauvetage. Une fois de plus, les survivants ont été rassemblés sur le pont du sous-marin. Le massacre a duré plusieurs heures, car on les a fait passer un par un devant la tour de contrôle, où ils ont été assassinés. À l'approche d'un avion, le sous-marin a plongé, plongeant les derniers prisonniers ligotés dans l'océan, où la plupart se sont noyés. Les sources diffèrent, mais on pense que 23 hommes se sont rendus jusqu'à un radeau de sauvetage, d'où ils ont été récupérés par le chalutier armé HMS Hoxa 30 heures plus tard. Cinq prisonniers ont été emmenés au Japon par le sous-marin; l'un d'eux, Francis J. O'Gara, a été retrouvé vivant dans un camp de prisonniers après la guerre. Un nouveau Liberty ship, le SS Francis J. O'Gara, avait été baptisé de son nom, faisant de O'Gara la seule personne vivante à avoir un Liberty ship portant son nom.

##### Poursuites
Le I-8 a également coulé de nombreux autres navires marchands, souvent avec un nombre élevé, voire total, de pertes humaines, ce qui laisse penser que d'autres crimes de guerre ont été commis. Le commandant Ariizumi, qui avait encouragé et participé aux meurtres, s'est suicidé après la capitulation des Japonais. Peu de membres de l'équipage ont survécu à la guerre, mais trois d'entre eux ont été retrouvés et poursuivis. L'un d'eux a obtenu l'immunité en échange de son témoignage contre ses anciens camarades et a ensuite été autorisé à rentrer aux États-Unis. Les autres ont été condamnés et ont purgé des peines de prison, qui ont été commuées par le gouvernement japonais en 1955.

#### Le naufrage du I-8
Fin 1944, le I-8 a été converti pour transporter des torpilles Kaiten, un sous-marin de poche suicide conçu autour de la torpille Type 93.
Le 18 mars 1945, le I-8 part de Saeki avec les RO-41, RO-49 et RO-56 pour opérer au sud d'Okinawa. Le 26 mars 1945 demande l'opération américaine "Iceberg-", l'invasion d'Okinawa avec la 77e division d'infanterie débarquant sur les îles Kerama et capturant les bases avancées et les mouillages en préparation de l'invasion prochaine par la 5e flotte américaine du vice-amiral (plus tard amiral) Raymond Spruance qui comprend plus de 40 porte-avions, 18 cuirassés, 200 destroyers et plus de 1 000 navires de soutien. Le 28 mars 1945, au large des îles Ryukyu, trois jours avant l'invasion, le I-8 aperçoit un convoi et commence la poursuite. À 18h05, il envoie son dernier message : "Deux transports ennemis et quatre destroyers aperçus à 110 milles de Naha, au cap 150".
Le 31 mars 1945, au large de Kerama Retto, Okinawa, cette nuit-là, le destroyer USS Stockton est en train de protéger un groupe opérationnel. Le Stockton est assisté par des hydravions Martin PBM Mariner du transporteur d'hydravions USS Chandeleur (AV-10). Le Stockton détecte un contact radar de surface. Il engage le contact - un sous-marin de surface - qui plonge en catastrophe. Le destroyer établit rapidement un contact sonore et attaque ensuite avec une salve de grenades sous-marines. Au cours des quatre heures qui suivent, le Stockton lance sept attaques avec toutes ses grenades sous-marines.

Le destroyer USS Morrison arrive juste au moment où le I-8 fait surface, mais il est immédiatement immergé. Le Morrison largue une série de onze charges qui obligent le I-8 à faire surface à seulement 900 mètres du destroyer. Il engage le Morrison avec ses canons de pont. Après un combat de 30 minutes, l'armement principal du Morrison, composé de cinq canons de 5 pouces à tir rapide, se brise et coule le I-8. Il chavire et coule par l'arrière à la position géographique de 25° 29′ N, 128° 35′ E. Un petit bateau du Morrison sauve un survivant inconscient, le PO2C Mukai Takamasa, un des servants du I-8.
Le 10 avril 1945, le I-8 est présumé perdu dans la région d'Okinawa, puis le sous-marin a été retiré de la liste de la marine le 10 août 1945.

## Source
- (en) Cet article est partiellement ou en totalité issu de l’article de Wikipédia en anglais intitulé « Japanese submarine I-8 » (voir la liste des auteurs).